# Mörttjärnen (Junsele socken, Ångermanland, 707034-156948)
Mörttjärnen är en sjö i Sollefteå kommun i Ångermanland och ingår i Ångermanälvens huvudavrinningsområde.